# Provincia di Chincha
La provincia di Chincha è una provincia del Perù, situata nella regione di Ica.

## Capitale e data di fondazione
Chincha Alta -  30 ottobre del 1868.

### Sindaco (Alcalde)
- Armando Huamán Tasayco (2019-2022)
- José Alberto Navarro Grau (2007-2010)

## Superficie e popolazione
- 2988,27 km²
- 181 777 abitanti (inei2005)

## Provincie confinanti
Confina a nord con la provincia di Cañete e con la provincia di Yauyos; a sud con la provincia di Pisco, a est con la provincia di Castrovirreyna (regione di Huancavelica), e a ovest con l'oceano Pacifico.

## Geografia antropica

### Suddivisioni amministrative
È divisa in undici distretti  (comuni)
- Alto Larán
- Chavín
- Chincha Alta
- Chincha Baja
- El Carmen
- Grocio Prado
- Pueblo Nuevo
- San Juan de Yanac
- San Pedro de Huacarpana
- Sunampe
- Tambo de Mora

## Caratteristiche
Una delle attrazioni principali della provincia è la cultura Chincha, conosciuta per i suoi scialli policromi, fatti con lana di cammello e cotone.